# Spilosoma quadrilunata
Spilosoma quadrilunata là một loài bướm đêm thuộc phân họ Arctiinae, họ Erebidae.